# Jamal Mayers
Jamal David Mayers (Toronto, 24 ottobre 1974) è un ex hockeista su ghiaccio canadese.

## Palmarès

### Mondiali
- 2 medaglie:
  - 1 oro (Russia 2007)
  - 1 argento (Canada 2008)